# کاترین فرناندز راندل
کاترین فرناندز راندل (انگلیسی: Katherine Fernandez Rundle؛ زادهٔ ۱ مارس ۱۹۵۰) سیاستمدار اهل ایالات متحده آمریکا است.